# Potato (Debian)
Potato is de codenaam van Debian 2.2. Deze werd genoemd naar het personage Potato Head uit de animatiefilm Toy Story. Potato was de stable-versie van 15 augustus 2000 tot 19 juli 2002, toen die door Debian 3.0 (woody) werd opgevolgd. 
Bij het verschijnen was Potato beschikbaar voor 6 architecturen: Alpha, ARM, Intel x86, Motorola 680x0, PowerPC en SPARC. Potato was de eerste versie van Debian die ook beschikbaar was voor de PowerPC- en ARM-architecturen. De versie werd opgedragen ter nagedachtenis van Joel "Espy" Klecker, een ontwikkelaar van Debian.

## Belangrijke pakketten
De distributie bevat volgende belangrijke pakketten:
- APT 0.3.19
- Linuxkernel 2.0.38 en 2.2.19
- libc6 2.1.3
- gcc 2.95.2
- XFree86 3.3.6

## Versies
Na het verschijnen (2.2r0) werd Potato actief ondersteund. Er kwamen nog zeven updates voordat overgeschakeld werd op Woody:
- 2.2r1 verscheen op 14 november 2000
- 2.2r2 verscheen op 5 december 2000
- 2.2r3 verscheen op 17 april 2000
- 2.2r4 verscheen op 5 november 2001
- 2.2r5 verscheen op 10 januari 2002
- 2.2r6 verscheen op 3 april 2002
- 2.2r7 verscheen op 13 juli 2002